# 1-й Шибаевский переулок
Пе́рвый Шиба́евский переу́лок — небольшая тупиковая улица в центре Москвы в Хамовниках от Усачёвой улицы.

## Происхождение названия
Сохранившийся с XIX века один из двух номерных Шибаевских переулков; название предположительно дано по фамилии домовладельца.

## Описание
Первый Шибаевский начинается слева от Усачёвой улицы, проходит на юго-восток параллельно Трубецкой улицы и заканчивается тупиком.